# Southern by the Grace of God
Southern by the Grace of God è un album live del gruppo musicale southern rock statunitense Lynyrd Skynyrd, pubblicato nel 1988.

## Tracce
1. Introduction by Lacy Van Zant/Workin' for MCA (Ed King, Ronnie Van Zant) - 6:04
2. That Smell (Allen Collins, Ronnie Van Zant) - 6:33
3. I Know a Little (Steve Gaines) - 4:58
4. Comin' Home (Allen Collins, Ronnie Van Zant) - 6:36
5. You Got That Right (Steve Gaines, Ronnie Van Zant) - 4:33
6. What's Your Name (Gary Rossington, Ronnie Van Zant) - 3:59
7. Gimme Back My Bullets (Gary Rossington, Ronnie Van Zant) - 4:58
8. Swamp Music (Ed King, Ronnie Van Zant) - 3:51
9. Call Me the Breeze (J.J. Cale) - 7:29
10. Dixie/Sweet Home Alabama (Ed King, Gary Rossington, Ronnie Van Zant) - 8:29
11. Free Bird (Allen Collins, Ronnie Van Zant) - 14:51

## Formazione
Gruppo
- Johnny Van Zant - voce
- Gary Rossington - chitarra
- Ed King - chitarra, tastiera, cori
- Randall Hall - cori, chitarra
- Billy Powell - organo, tastiera
- Leon Wilkeson - basso, cori
- Artimus Pyle - batteria
- Chris Pyle - percussioni
- Dale Krantz Rossington - cori
- Carol Bristow - cori

Collaboratori
- Charlie Daniels - voce (Sweet Home Alabama), violino (Call Me the Breeze)
- Steve Morse - chitarra (Gimme Back My Bullets)
- Toy Caldwell - chitarra (Call Me the Breeze)
- Jeff Carlisi - chitarra (Call Me the Breeze)
- Donnie Van Zant - voce (Call Me the Breeze e Sweet Home Alabama)